# Kate Mara
Kate Mara (født 27. februar 1983 i Bedford, New York) er en amerikansk skuespiller. Kate Mara er storesøster til skuespileren Rooney Mara.
Kate Mara har blandt andet medvirket i filmen Brokeback Mountain og i TV-serierne CSI: Miami, 24 Timer, American Horror Story og House of Cards.

## Udvalgt filmografi

### Film
- Brokeback Mountain (2005) – Alma Del Mar Jr.
- Full of it (2007) – Annie Dray
- Shooter (2007) – Sarah Fenn
- Transsiberian (2008) – Abby
- The Open Road (2009) – Lucy
- Happythankyoumoreplease (2010) – Mississippi
- Iron Man 2 (2010) – U.S. Marshal
- 127 Hours (2010) – Kristi Moore
- Ironclad (2011) – Lady Isabel
- Transcendence (2014) – Bree
- Fantastic Four (2015) – Sue Storm / Invisible Woman
- The Martian (2015) - Beth Johanssen

### Tv-serier
- CSI: Miami (2004) – Stephanie Brooks
- 24 Timer (2006) – Shari Rothenberg
- American Horror Story (2011) – Hayden McClaine
- House of Cards (2013-14) – Zoe Barnes
- A Teacher (2020) - Claire Wilson